# الین پاول
الین پاول (به انگلیسی: Eline Powell) (زادهٔ ۱۲ آوریل ۱۹۹۰)، یک هنرپیشه بلژیکی است. از فیلم‌ها یا برنامه‌های تلویزیونی که وی در آنها نقش داشته می‌توان به شاه آرتور: افسانه شمشیر، بازی تاج‌وتخت و سایرن اشاره کرد.

## اوایل زندگی و تحصیلات
الین پاول در بلژیک زاده شد. او قبل از ورود به آکادمی سلطنتی هنرهای دراماتیک و اخذ مدرک بی‌ای در رشته بازیگری، در سال ۲۰۱۱، در مقطع دبیرستان کلاس‌های تئاتر را پشت سر گذاشت. او مهارت‌های ویژه‌ای در زمینهٔ باله، هیپ هاپ، فلامنکو، خوانندگی و ویولن را فرا گرفته‌است و به زبان‌های هلندی، فرانسه، و همچنین زبان انگلیسی با لهجه‌های آمریکایی، آمریکای جنوبی، پایرودی و ایرلندی تسلط دارد.